# Kisfülpös
Kisfülpös (románul Filpișu Mic) falu Romániában, Maros megyében. Közigazgatásilag Beresztelke községhez tartozik Magyarfülpössel együtt

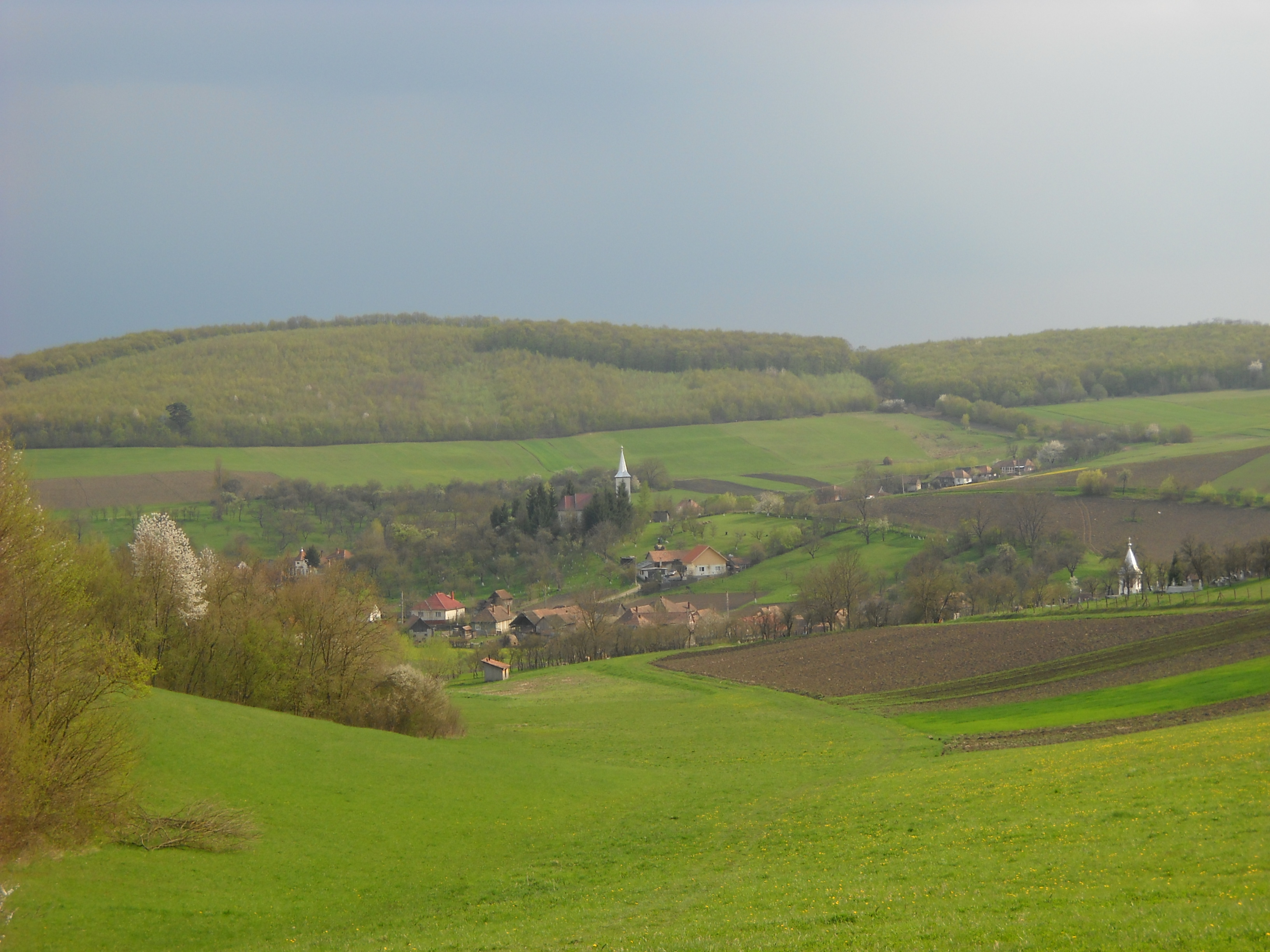
Kisfülpös

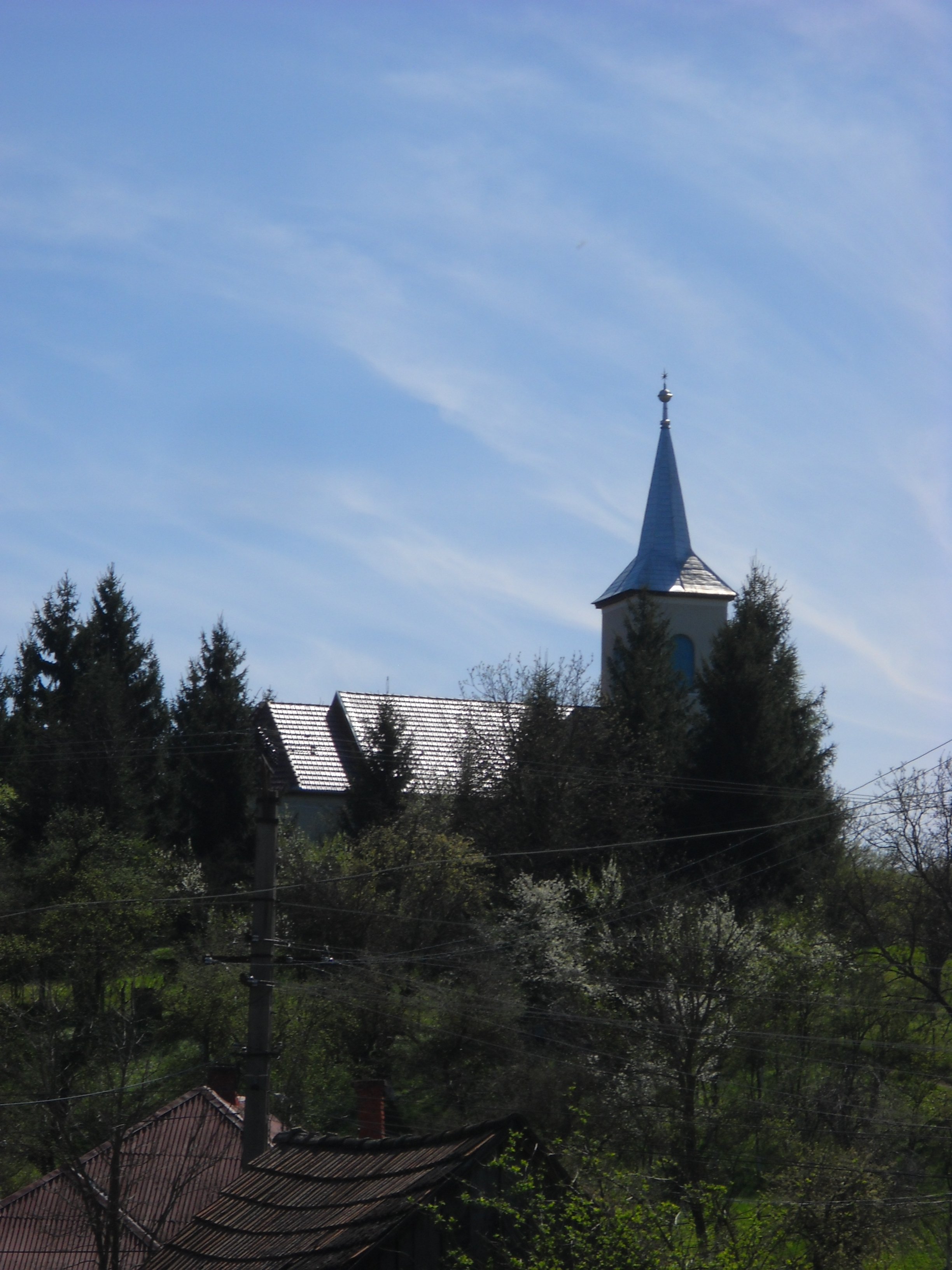
Református templom

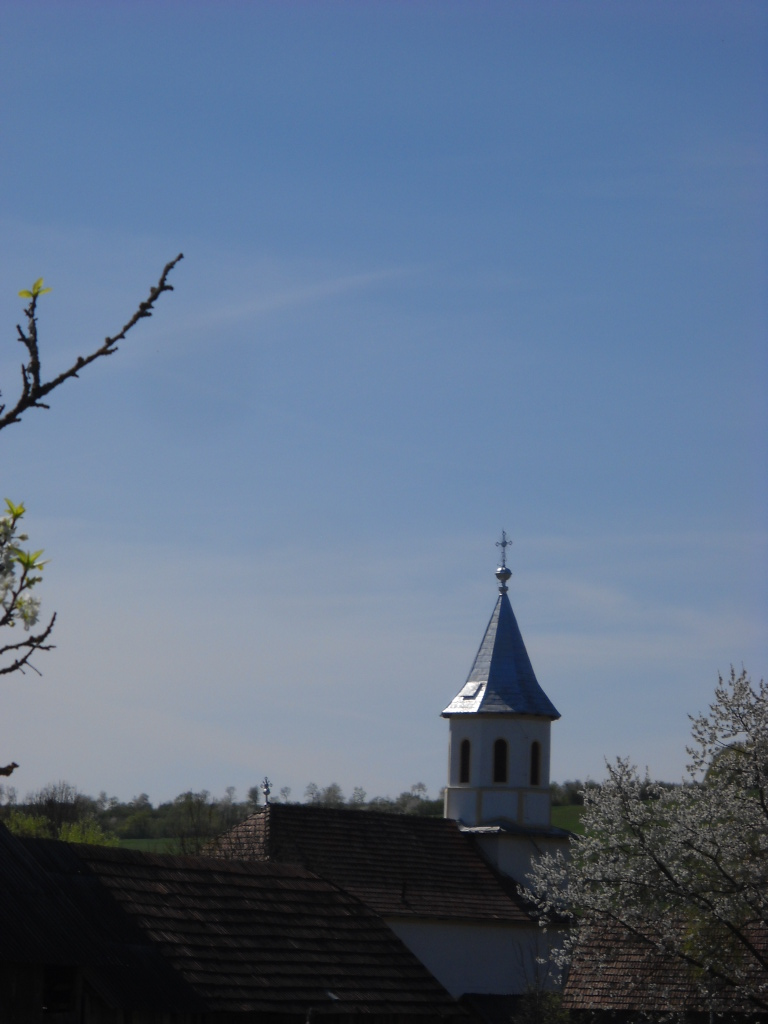
Ortodox templom

## Fekvése
Szászrégentől 10 km-re délnyugatra, a Mezőség keleti határán fekszik.

## Története
1291-ben Philpus néven említik először. 1319-ben Kysebfilpus, 1332-ben a pápai tizedjegyzékben Philipus Minori, 1439-ben és 1639-ben Szászfülpös néven említik, 1830-tól Kisfülpös néven szerepel. Valószínű, hogy középkori lakossága német nemzetiségű volt. Szász előneve régebbi lakóinak emlékét idézi, akik a szász telepítéskor, legkésőbb a XIII. században kerültek ide, s akiknek már kezdettől templomuk kellett hogy legyen, mivel a beköltözéskor katolikusok voltak. Középkori, eredetileg katolikus lakossága a reformáció idején nem marad meg lutheránusnak, mint a szászok mindenütt, hanem a templommal együtt református lesz.  1600-tól magyarok és görögkeletiek is letelepednek a falúban. 1601-ben a települést Giorgio Basta katonái teljesen elpusztították, csak 5 lakos élte túl a mészárlást. Ezt követően a falu területe több évtizedig puszta volt, majd az 1660-as években újra benépesült magyar és román lakossággal. A falú első temploma a mostani református templom helyén állt, fából készült, zsindellyel volt fedve, építési éve ismeretlen. A középkori templomot 1836–1838-ban lebontják és helyébe újat építenek.  A jelenlegi református templom 1836-1838 között épült, nyugati karzata 1865-ben, míg a keleti karzat 1921-ben, ahova a Marosfelfalúból származó 1790-es orgonát helyezték. 1912 május 13-án hatalmas vihar romba döntötte az egyházi épületeket: a lelkészi lakást, haranglábat, kifedte a templomot, egyházi iskolát, tanítói lakást. 1913-1914-ben megépült a mai lelkészi lakás, miután a templomot cseréppel fedték be, az iskolát és a tanítói lakást kijavították. Az első világháború idején a templom nagyharangját elkobozták és ágyút öntöttek belőle. Az 1913-ban a vihar által tönkretett harangláb helyett 1925-ben a templom nyugati bejárata fölé téglából torony épült, amelynek magassága 24.7 méter. Ekkor szólalt meg az új harang is, melyet a kisfülpösi hívek adományaiból sikerült megöntetni. A ma használt másik harangot 1978-ban, Hermán István lelkipásztorsága alatt vásárolták Bethlen Gábor szülőfalújából, Marosilyéről.
1850-ben lakósainak száma 488 fő, 1910-ben 631 fő, 1993-ban 612 fő, melyből 316 magyar és 296 román.
A trianoni békeszerződésig Kolozs vármegye Tekei járásához tartozott.

## Híres emberek
- Itt született Demény Lajos történész, az MTA külső tagja.